# تاد بنت
تاد بنت (انگلیسی: Todd Bennett؛ ۶ ژوئیه ۱۹۶۲ – ۱۶ ژوئیهٔ ۲۰۱۳) ورزشکار دو و میدانی اهل بریتانیا بود.